# Ola-Conny Wallgren
Erik Ola-Conny Wallgren, född 12 januari 1964 i Skövde, är en svensk butiksarbetare och TV-personlighet. Han har deltagit som en huvudperson i tv-serierna Ullared och En stark resa med Morgan & Ola-Conny samt medverkat i mindre roller i andra TV-program, ofta även de dokusåpor.